# Quốc vụ viện Kinh tế
Quốc vụ viện Kinh tế (tiếng Ý: Segreteria per l'Economia) là một cơ quan của Giáo triều Rôma có thẩm quyền đối với tất cả các hoạt động kinh tế của Tòa Thánh và Thành phố Vatican. Giáo hoàng Phanxicô đã thiết lập cơ quan này qua tự sắc Fidelis dispensator et prudens ("Người quản gia trung tín và khôn ngoan") công bố ngày 24 tháng 2 năm 2014.
Quốc vụ viện Kinh tế là cơ quan theo sau Quốc vụ khanh, do một hồng y cao cấp lãnh đạo, ông sẽ báo cáo trực tiếp công việc với giáo hoàng mà không qua trung gian, cho thấy đây là một cơ quan có tầm quan trọng hơn so với các cơ quan khác của Giáo triều Rôma. 

## Liên kết
- Tự Sắc: Fidelis Dispensator Et Prudens (tiếng Việt)
- Apostolic Letter issued Motu Proprio Fidelis Dispensator et Prudens of His Holiness Pope Francis (tiếng Anh)